# あじさいのうた
「あじさいのうた」は、原由子の楽曲。自身の6作目のシングルとして、タイシタレーベルから7インチレコードで1987年8月21日に発売された。
1993年7月21日と1998年2月25日に8cmCDとして再発売されている。2016年12月12日からは主要配信サイトにてダウンロード配信、2019年12月20日からはストリーミング配信が開始されている。

## 背景
- 出産による活動休止を経て、前作「横浜 Lady Blues」から約4年ぶりとなる作品[3]。

## 収録曲
- 収録時間：9:55[4]

1. あじさいのうた (4:42)
（作詞・作曲：原由子 / 編曲：桑田佳祐 & 藤井丈司）
映画『BU・SU』主題歌。OVA『眠れぬ夜の小さなお話』挿入歌。中京テレビ『ヴィヴィアン』オープニングテーマ。ダイハツ工業「ダイハツ・リーザ」CMソング。
次男がお腹にいる状態でレコーディングされた。出産・子育てもありそれまでは音楽そのものを引退しても思い残すことはないとさえ思っていたというが、タイアップ先からのオファーを受け、この曲を書き上げレコーディングしたことで、また音楽を続ける自信がついたという[5][6][7]。
ミュージック・ビデオが存在しており、福島県会津若松市の小学校がロケに使用された[8]。
2. Tonight’s the night (5:12)
（作詞・作曲：原由子 / 編曲：桑田佳祐 & 藤井丈司）
映画『BU・SU』挿入歌。

## 参加ミュージシャン
- 原由子:Vocals, Keyboards
- 藤井丈司:Computer Operation
- 原田末秋:Guitars
- 琢磨仁:Bass
- 松田弘:Drums, Backing Vocals
- 桑田佳祐:Backing Vocals

## 収録アルバム
| 曲名                | 作品名         |
| ------------------- | -------------- |
| あじさいのうた      | MOTHER         |
| あじさいのうた      | Loving You     |
| あじさいのうた      | ハラッド       |
| Tonight’s the night | アルバム未収録 |

## ミュージック・ビデオ収録作品
| 曲名                | 作品名  | 備考                                                                  |
| ------------------- | ------- | --------------------------------------------------------------------- |
| あじさいのうた      | Harvest | アルバム『婦人の肖像 (Portrait of a Lady)』の初回限定盤A・Bのみ収録。 |
| Tonight’s the night | 未収録  |                                                                       |